# Kanta Matsumoto
Kanta Matsumoto (japanisch 松本 幹太 Matsumoto Kanta; * 16. Juli 1998 in der Präfektur Tokio) ist ein japanischer Fußballspieler.

## Karriere
Kanta Matsumoto erlernte das Fußballspielen in der Jugendmannschaft von Tokyo Verdy sowie in der Universitätsmannschaft der Toin University of Yokohama. Von Juni 2020 bis Saisonende wurde er an Montedio Yamagata ausgeliehen. Der Verein aus der Präfektur Yamagata spielte in der zweiten japanischen Liga, der J2 League. Nach der Ausleihe wurde er im Februar 2021 von Yamagata fest unter Vertrag genommen. Sein Zweitligadebüt gab Kanta Matsumoto am 7. März 2021 im Auswärtsspiel gegen Tokyo Verdy. Hier wurde er in der 90.+1 Minute für Taiki Katō eingewechselt. In seiner ersten Saison bestritt er zehn Ligaspiele. Zu Beginn der Saison 2023 wechselte er auf Leihbasis zum Drittligisten Tegevajaro Miyazaki